# Clifton (Nova Jérsia)
Clifton é uma cidade localizada no estado americano de Nova Jérsia, no Condado de Passaic. A cidade foi fundada em 1685, e incorporada em 1917. Em 1980, a população da cidade foi estimada em 74 388 habitantes, e em 1990, em 71 742 habitantes.

## Demografia
Segundo o censo americano de 2000, a sua população era de 78.672 habitantes.
Em 2006, foi estimada uma população de 79.606, um aumento de 934 (1.2%).

## Geografia
De acordo com o United States Census Bureau tem uma área de
29,6 km², dos quais 29,3 km² cobertos por terra e 0,3 km² cobertos por água.

## Localidades na vizinhança
O diagrama seguinte representa as localidades num raio de 8 km ao redor de Clifton.